# Isla Areke
La Isla Areke es una Isla ubicada en la Provincia Occidental, en las Islas Salomón.
Las coordenadas de la isla son 8°21′0″ S y 157°52′1″ E en DMS y/o -8,35 y 157,867 en grados decimales. 